# Аликс де Макон
Аликс де Макон (фр. Alix de Mâcon; ум. 1260) — последняя графиня Макона (1225—1239), титулярная графиня Вьенна (с 1225).
Дочь и наследница Жеро II де Макона и Гигонны де Форе.
Вышла замуж за Жана де Дрё (де Брена), сына графа Роберта II де Дрё. Детей не было.
В 1234 году супруги основали приорию Валь-Сен-Элуа.
В 1239 году Жан де Дрё отправился в крестовый поход. Планировалось, что позже Аликс тоже приедет в Святую землю, и они поселятся в Иерусалиме.
Поскольку наследников у них не было, супруги решили распродать свои владения. Графство Макон согласился купить король Людовик Святой за 10 тысяч ливров серебра и 1000 ливров ежегодной пожизненной пенсии каждому. От сеньорий, не входивших в состав Франции, он отказался.
Поэтому Шато Риотье и некоторые другие земли купил архиепископ Лиона. А титул графини Вьенна, который носила Аликс де Макон, был чисто номинальным (его также использовали её родственники — дяди Гилльом (ум. 1255) и Генрих (ум. 1233) де Макон, тётка Беатриса де Макон (ум. после 1235) и её сын Гуго (ум. после июля 1269).
В 1240 году Жан де Дрё погиб. После его смерти Аликс де Макон приняла монашеский постриг и поселилась в Мобюиссоне в монастыре, покровительницей которого была Бланш Кастильская — её родственница.
В 1244 году они основали аббатство Нотр-Дам-дю-Лис, и Аликс де Макон стала его первой аббатисой.